# Dothan
Dothan város az USA Alabama államában, Dale, Henry és Houston megyében, az utóbbinak megyeszékhelye. Lakosainak száma 71 072 fő (2020. április 1.).

## Népesség
A település népességének változása:
| Lakosok száma | 247  | 65 496 | 71 072 |
|               | 1890 | 2010   | 2020   |